# François Delarozière
Pour les articles homonymes, voir Delarozière.
François Delarozière, né en 1963 à Marseille, est le directeur artistique de la compagnie La Machine, connue notamment pour avoir créé les machines monumentales des Machines de l'île de Nantes. Il est également le créateur de certaines machines de spectacles de la compagnie de théâtre de rue Royal de luxe, dont il a été collaborateur jusqu'en 2005.
Diplômé de l'école des Beaux-Arts de Marseille, Officier des arts et des lettres, il explore à travers le mouvement et son expression, de nombreux aspects de l'univers du spectacle, et notamment les plus monumentaux. Il a participé au développement de nombreux projets aussi bien dans le domaine du spectacle de rue que celui de l'aménagement urbain.

## Créations

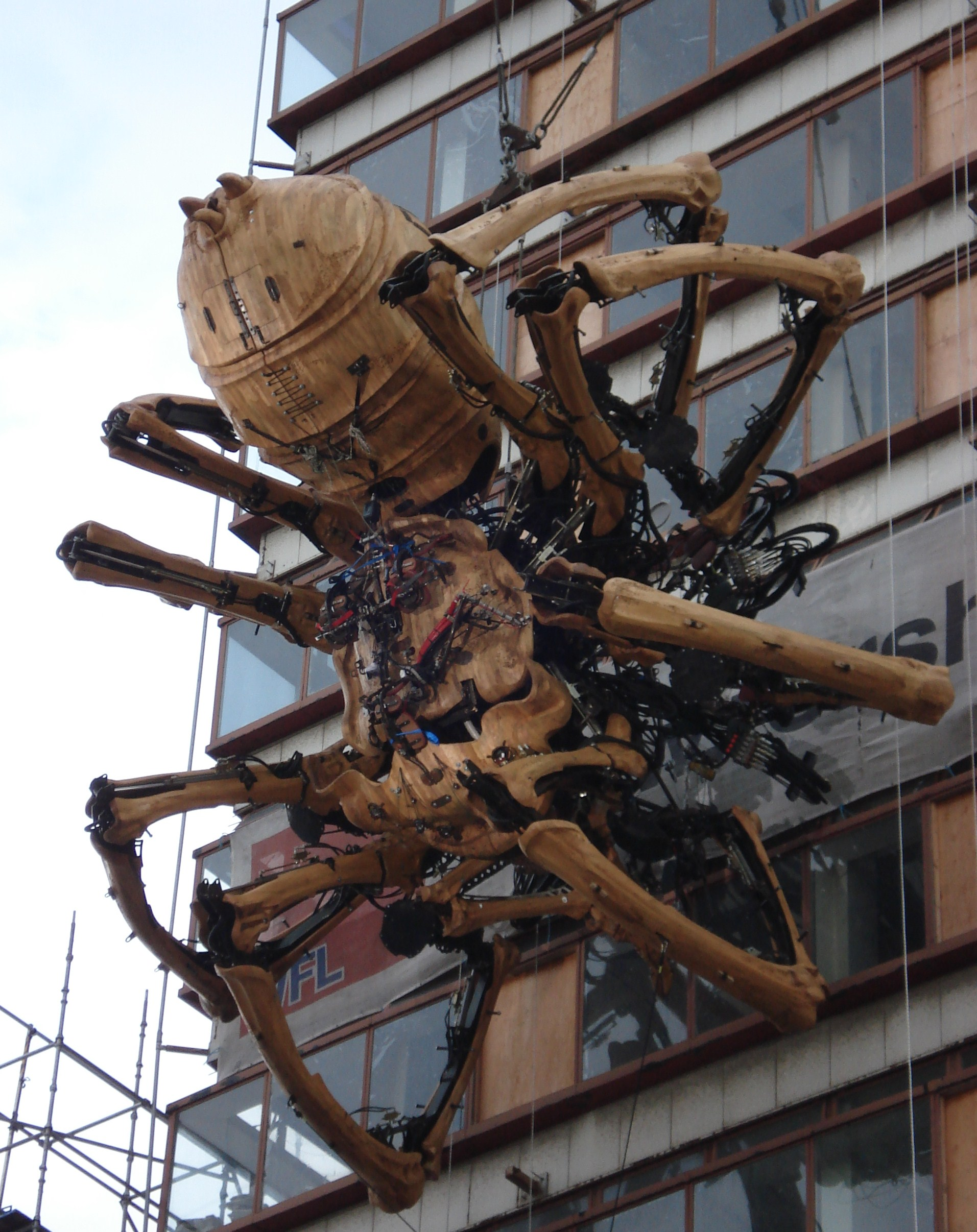
Une des araignées sur un bâtiment de Liverpool

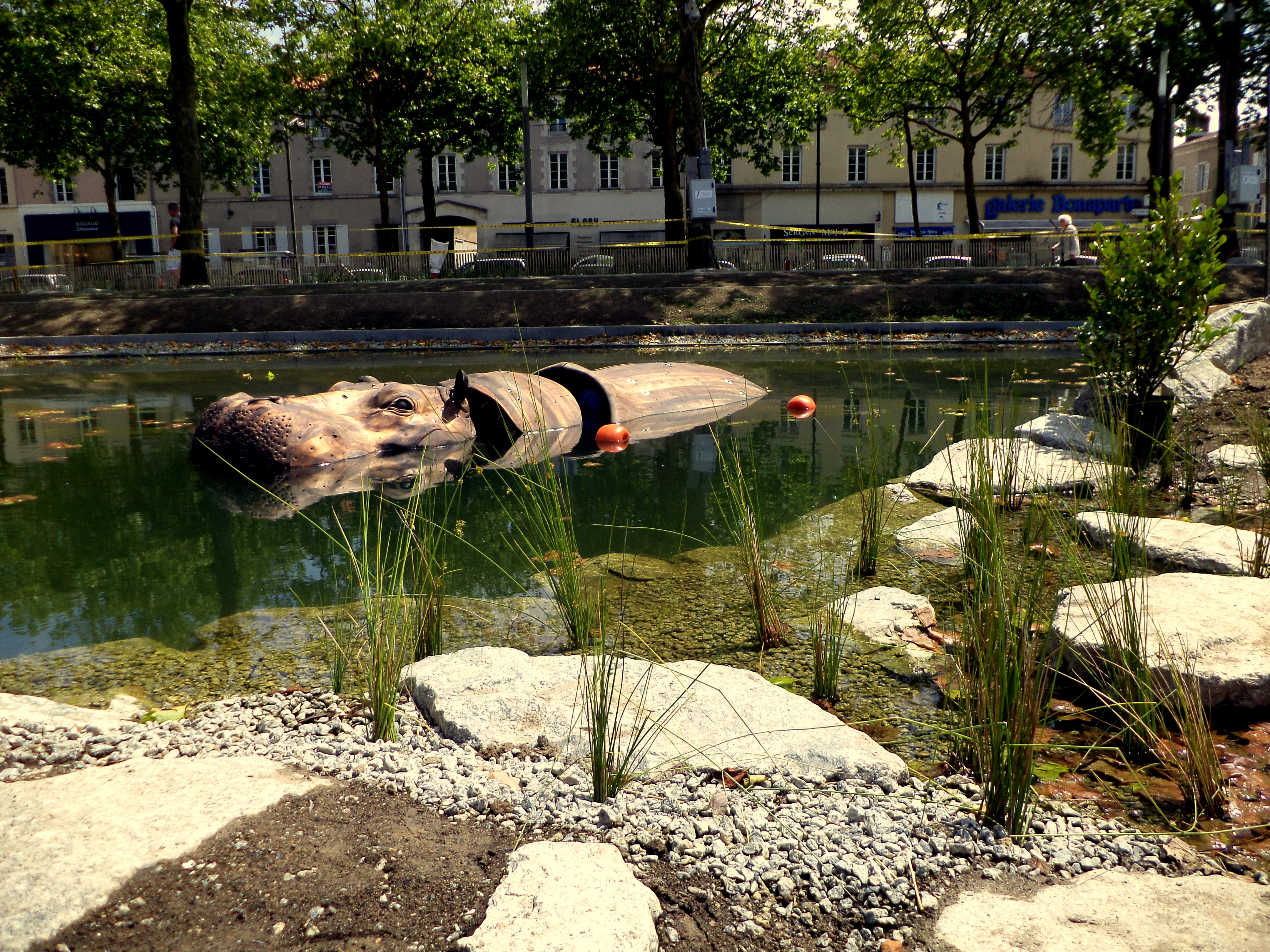
Animaux de la Place Napoléon à La Roche-sur-Yon, Hippopotamus mecanicus amphibius

François Delarozière a dirigé la fabrication de grandes machines de spectacle :
- Les Mécaniques Savantes, qui met en scène deux araignées mécaniques géantes : Kumo et Ariane. Ce spectacle a été présenté en 2008 à Liverpool lors de sa nomination en 2008 comme capitale européenne de la culture, puis au Japon à l'occasion du 150e anniversaire de l'ouverture du port de Yokohama. Actuellement les araignées se trouvent à la Halle de la Machine à Toulouse.
- La Symphonie Mécanique, qui allie musique classique et sonorités mécaniques. Cette pièce philarmotechnique a été coécrite avec Mino Malan.
- Le Grand Répertoire des Machines, exposition-spectacle présentée entre 2003 et 2006 à Nantes, Calais, Toulouse, Anvers, Marseille et Paris. Elle a rassemblé plus de 700 000 spectateurs.
- Dans le cadre du projet de réhabilitation de l'Île de Nantes, il conçoit et réalise, en collaboration avec Pierre Orefice, Machines de l'île dont Le Grand éléphant inauguré en 2007 est la première création. Le deuxième volet, le Carrousel des mondes marins, de 25 m de haut et de 20 m de diamètre, peuplé de créatures marines, a été bâti sur les bords de la Loire en 2012. Le projet d'Arbre aux Hérons, arbre en acier de 45 m de diamètre et de 28 m de haut, est par contre abandonné par la ville de Nantes en 2022[1].
- Lors des travaux de rénovation de la place Napoléon de La Roche-sur-Yon (Vendée). François Delarozière accompagne l'urbaniste Alexandre Chemetoff dans un projet nommé "Les animaux de la place"[2]. L'ensemble consiste à intégrer aux bassins du projet urbain une quinzaine de machines animalières évoquant la campagne d’Égypte ainsi que la faune vendéenne. Les machines sur-mesure seront actionnables en permanence et gratuitement par le public à la différence d'autres créations comme Les Machines de l'île.
- Quatre manèges : les Manèges d'Andréa (Manège Magique et Manège d'Andréa), le Beau Manège et le Manège Carré Sénart (le dernier né, conçu comme ambassadeur de la nouvelle ville de Sénart).
- Les grandes machines de spectacle de la compagnie Royal de luxe : le Géant, le Rhinocéros, le Petit Géant, les Girafes, la Petite Géante et le Grand Eléphant.

Il a également collaboré avec l'architecte Patrick Bouchain pour réaménager le Channel, scène de Calais, inaugurée en décembre 2007.
- Création du Manège Carré à l'occasion de l'émergence d'une nouvelle ville : Sénart.

La forme du manège est à l’image du Carré Sénart - carré de 14 m de côté - « centre ville » en cours de réalisation de la ville nouvelle de Sénart, agglomération de plus de 100 000 habitants, située à 30 kilomètres au sud de Paris.
- Ses trois dernières créations avec la compagnie La Machine sont « L'Expédition végétale », « Le Dîner des petites mécaniques » et le « Premier coup de pelleteuse » à La Roche-sur-Yon.
- Long Ma Jing Shen ( l'esprit du cheval dragon) est un cheval-dragon créé pour célébrer le 50e anniversaire des relations diplomatiques entre la France et la Chine. Destiné à devenir une attraction permanente à Pékin, le cheval-dragon était en démonstration sur les quais de l'île de Nantes du 26 au 30 août 2014.
- Astérion, Le Gardien du Temple, est un minotaure de 45 tonnes et 14 mètres de haut créé spécialement pour un spectacle qui s'est déroulé dans les rues de la ville de Toulouse du 1er au 4 novembre 2018. Il demeure depuis ce jour à la halle de la machine, dans le quartier de Montaudran à Toulouse, avec son temple sur le dos.
- Le Dragon de Calais, est un dragon de 72 tonnes, 27 mètres de long et 10 mètres de haut, destiné à rénover le front de mer à Calais, les visiteurs peuvent monter à 48 maximum sur son dos pour une balade guidée sur la digue. Il sera ensuite rejoint par d'autres machines tels que l'iguane sentinel et le varan.

## Enseignement
En outre, François Delarozière enseigne au département de scénographie de l'école nationale supérieure d'architecture de Nantes. Il donne des conférences à la Sorbonne avec Alexandre Chemetoff ainsi qu'à la Barlett School de Londres. Enfin, il est intervenu à l'Université de Tours dans le cadre du projet Musica ex machina.

## Ouvrages
Certaines créations de François Delarozière se retrouvent dans le catalogue du Grand Répertoire - Machines de spectacle, publié aux Éditions Actes Sud et surtout dans les carnets de croquis (Machines de l'île, manège carré Sénart, Mécaniques savantes) édités par la Machine, mais aussi dans l'ouvrage Croquis et réalisation édité par Actes Sud.
- Michèle Meunier, F.D. et les quarante constructeurs, Area Revue n °11, page 48 sq., 2006.

## Sources
- « François Delarozière », sur LaMachine.fr (consulté le 2 septembre 2014)
- « Les Machines de l'île » (consulté le 1er août 2010)
- « Manège Carré-Sénart »